# محمد رشاد
محمد رشاد هو مطرب مصري، من مواليد 16 أكتوبر 1987 اشتهر باتقانه الغناء باللون الشعبي المصري إلى جانب الالوان الغنائيه الأخرى وكان قد شارك في برنامج اراب ايدل بنسخته الثالثه ولكن غادر البرنامج قبل خطوة واحدة من نيله اللقب.
أصدر محمد رشاد العديد من الأغاني الفردية، وشارك في عام 2015 في كليب (فاعل خير) خلال شهر رمضان والذي شارك فيه الغناء مع منيب باند وأخرون.

## نشأته وحياته
ولد محمد رشاد في مدينه طنطا محافظة الغربية وعاش طفولته في قريه محله مرحوم، والده السيد سعيد رشاد كان يعمل في محل عطاره، ولديه اختين تصغرانه عمرا وكان لديه اخ ولد ولكنه توفي صغيرا، نشأ محمد رشاد في بيئه دينيه حيث أنه منذ بدأ تعلم الكلام قامت والدته بتحفيظه القرآن، وتولدت بداخله حب للآيات الكريمة، وأيضا الأناشيد الدينية وخاصة أغانى فيلم الشيماء حينما وصل عمره إلى 6 سنوات، بدأ سماع بعض المطربين مثل عبد الحليم حافظ ومحمد عبد الوهاب، وأيضا أحمد عدوية.
تخرج محمد رشاد من كليه التجارة شعبه لغه انجليزيه وحصل على دبلومة «ضابط بحرى» من الأكاديمية البحرية وهو حتى الآن مقيد بمعهد الموسيقى العربية.كان رشاد في فريق كورال جامعه طنطا تحت قياده دكتور سمير القمري وكان يغني في فرقه عشاق النغم بدار الاوبرا بقياده المايسترو محمد عبد الستار. وبالرغم ان والده كان يمانع دخوله مجال الفن ويريد أن يتخصص في مجال دراسته من أجل بناء مستقبل آمن، لكن محمد أصر وأقنع والده بعد حضوره إحدى حفلاته فبدأ يشجعه ويدفعه للأمام.ولكن والده توفي بعدها بفتره قصيره ما جعل رشاد يصر على تحقيق حلمه.

## مشاركته في برنامج لسه هنغني
قبل مشاركته في برنامج اراب ايدل شارك محمد رشاد في برنامج لسه هنغني الذي كان يعرض على قناه النهار وحصل على المركز الأول وتوج الفائز بالبرنامج.

## مشاركته في أراب أيدل
اصدر رشاد العديد من الاغاني بصوته قبل مرحله البرنامج مثل أغنية حملي تقيل وأغنيه الف وش وشارك أيضا في اوبريت الا محمد.
بداية محمد رشاد في البرنامج كانت من خلال الأغاني الشعبية بعدما قدم أكثر من أغنية من هذا اللون الغنائي مثل «عيون بهية» و«بلاش اللون ده معانا» و«كتاب حياتي يا عين»، ما دفع الكثيرين للتنبؤ له بأن يصبح نجمًا جديدًا في هذا اللون، ليخلف نجومًا أمثال محمد رشدي وأحمد عدوية والراحل حسن الأسمر.وبعد التقدم أكثر وأكثر ومواصلة النجاح في عروض البرنامج وزيادة جرعة الثقة لديه ولدى جمهوره ومحبيه في الاقتراب من اللقب، انتهت آمال رشاد في حلقة النتائج، بعد منافسة مع السوري حازم شريف والسعودي ماجد مدني والفلسطيني هيثم خلايلى والكردستاني عمار كوفي، وخروجه من دائرة المنافسة بعد حصوله وكوفى على أقل نسبة تصويت من الجمهور، وسط حالة من الصدمة انتابت جمهوره، ولجنة التحكيم التي رفضت التعليق على نتيجة التصويت.خروج رشاد قوبل باستياء كبير بين مستخدمي مواقع التواصل الاجتماعي المختلفة.

## أعماله الفنيه
- بعد مشاركه محمد رشاد في اراب ايدل شارك في العديد من الأعمال الفنيه كان اولها غناؤه لتتر مسلسل سلسال الدم. المسلسل من بطوله الفنانه الكبيره عبله كامل.الاغنيه من كلمات إبراهيم عبد الفتاح والحان زياد الطويل وتوزيع احمد صالح.[8]
- شارك رشاد أيضا في غناء الاغنيه الدعائيه لفيلم كرم الكينج بطوله محمود عبد المغني وريهام حجاج والاغنيه باسم (أهل الكلام).الأغنية من كلمات ناصر المتولي، الحان مصطفى حجاج وتوزيع باسم منير.[9]
- ومن ابرز مشاركاته الفنيه غناؤه للاغنيه الدعائيه لاحدى شركات الاتصالات والتي اذيعت في شهر رمضان 2015 وقد لاقت نجاحا كبيرا الاغنيه تحمل اسم (فاعل خير).كلمات: نصر الدين ناجي الحان وتوزيع موسيقي وووتريات: أحمد فرحات.[10]
- وقد اصدر رشاد أيضا في نفس الشهر اغنيتان واحده بمناسبه شهر رمضان الكريم وتحمل اسم (هات العيش) والاخرى اهداءا لشهداء الوطن (تحيا مصر). هات العيش من كلمات: بهاء الدين محمد ألحان: حسين محمود توزيع: فهد اما تحيا مصر فهي كلمات: نور الدين محمد ألحان: مصطفي العسال توزيع: محمد العشي.[11]
- شارك رشاد في احتفالات أكتوبر وذلك من خلال اوبريت مصر المكان والمكانة الذي طرحته وزاره الدفاع وتم تصويره في استاد الدفاع الجوي امام الرئيس عبد الفتاح السيسي وشارك فيه العديد من النجوم. الاوبريت من كلمات الشعر محمد البوغه والحان خالد الشيخ وتوزيع عمرو عبد العزيز.[12]

## تعاقده مع شركه ان جي واخر أعماله الفنيه
مؤخرا تعاقد محمد رشاد مع شركه ان جي للإنتاج الموسيقي لصاحبها هاني محروس وهو يستعد لاطلاق أغنية منفرده ويعمل على تحضيرات الالبوم لاصداره في اقرب وقن ممكن.
وقد أصدر محمد رشاد أغنية وطنيه بعنون صبح على مصرمن كلمات احمد حسن راؤول والحان عمرو مصطفى وتوزيع شريف مكاوي.
واصدر رشاد اغنيته المنفرده استعدادا لطرح الالبوم الخاص به. الاغنيه تحمل اسم اللي كانوا وهي من كلمات هشام عبد الحليم والحان حسن سراج وتوزيع احمد إبراهيم ومن إنتاج شركه ان جي.وقد حققت الاغنيه نسبه مشاهده عاليه فور اصدارها على موقع اليوتيوب.
ومؤخرا تم إصدار أغنية وطنيه أخرى تحمل اسم (مصر اللي بجد) مع مجموعه كبيره من نجوم الشباب وهي من كلمات احمد حسن راؤول والحان عمرو مصطفى وتوزيع احمد وحيد ومن إنتاج الشئون المعنويه.